# Bukit Timah (Indonesië)
Bukit Timah is een bestuurslaag in het regentschap Dumai van de provincie Riau, Indonesië. Bukit Timah telt 5978 inwoners (volkstelling 2010).